# Phare de Batabanó
Le phare de Batabanó (en espagnol : Faro de Batabanó) est un phare actif situé au port de Batabanó, dans la province de Mayabeque, à Cuba.

## Histoire
Batabanó est un port du golfe de Batabanó, en mer des Caraïbes, qui est relié à La Havane par un chemin de fer et sert de port sud pour la capitale.
La première station de signalisation maritime a été établie en 1847. Le feu actuel est une petite structure en forme de lanterne qui est installée sur un réservoir d'eau peint en blanc, le plus haut bâtiment du port.

## Description
Ce feu est une balise installée sur un réservoir d'eau de 28 m de haut. Il émet, à une hauteur focale de 31 m, un éclat blanc par période de 10 secondes. Sa portée est de 7 milles nautiques (environ 13 km).
Identifiant : ARLHS : CUB-0.. ; CU-1165 - Amirauté : J5166 - NGA : 110-13647 .
|                       |
| Mouillage de Batabanó |

### Lien connexe
- Liste des phares de Cuba